# Dirección General de Política de Investigación, Desarrollo e Innovación
La Dirección General de Política de Investigación, Desarrollo e Innovación fue un órgano directivo de la Secretaría de Estado de Investigación, Desarrollo e Innovación del Ministerio de Economía, Industria y Competitividad. Existió brevemente entre 2017 y 2018.

## Funciones
La Dirección General ejercía las funciones que el encomendaba el artículo 13 del Real Decreto 531/2017:
- La elaboración, planificación, coordinación y seguimiento de las Estrategias Españolas de Ciencia y Tecnología y de Innovación y de las actuaciones de la Administración General del Estado en materia de fomento y coordinación de la I+D+i incluidos los Planes Estatales de Investigación Científica y Técnica y de Innovación y sus correspondientes Programas Anuales de Actuación.
- La coordinación y elaboración de informes, indicadores y estadísticas de I+D+i así como el fomento, análisis y evaluación de las políticas públicas de I+D+i y sus principales instrumentos.
- La coordinación y desarrollo del Sistema de Información sobre Ciencia, Tecnología e Innovación y el impulso de las actividades en este ámbito.
- El impulso y la coordinación de las actividades de promoción de la investigación y la innovación y de la cultura científica, tecnológica e innovadora.
- El fomento y la promoción de nuevos modelos de difusión de los resultados de la investigación en abierto.
- Las relaciones y coordinación con otras unidades y organismos de la Administración General del Estado responsables de políticas de I+D+i y políticas sectoriales estrechamente relacionadas las políticas de I+D+i.
- La coordinación de la participación española en la elaboración y seguimiento de las políticas europeas en materia de I+D+i, incluido el Programa Marco de investigación e innovación, y la representación española en otros programas, foros y organizaciones de carácter europeo e internacional competentes en el diseño de políticas en materia de I+D+i, sin perjuicio de las competencias de otros órganos.
- La coordinación de las ayudas de Estado con la Agencia Estatal de Investigación y el Centro para el Desarrollo Tecnológico Industrial, así como la coordinación interministerial y con Europa para garantizar la correcta aplicación de las referidas ayudas de Estado en el marco de la normativa vigente, sin perjuicio de las competencias en la materia de otros órganos del departamento.
- La coordinación, como organismo intermedio, de los organismos con senda financiera de la Secretaría de Estado de Investigación, Desarrollo e Innovación para actuaciones cofinanciadas por el Fondo Europeo de Desarrollo Regional.
- La gestión de los premios nacionales en materia de investigación y de innovación y diseño.
- La coordinación general, diseño y desarrollo de la cooperación con las comunidades autónomas y corporaciones locales en I+D+i.
- El apoyo administrativo al Consejo de Política Científica, Tecnológica y de Innovación, al Consejo Asesor de Ciencia, Tecnología e Innovación y al Comité Español de Ética de la Investigación.

## Estructura
De la Dirección General dependían los siguientes órganos:
- Subdirección General de Planificación y Seguimiento.
- Subdirección General de Coordinación y Relaciones Institucionales y con Europa.

### Organismos adscritos
- El Museo Nacional de Ciencia y Tecnología.